# Хаснул Хассан
Хаснул Хассан (малайск. Hasnul Hassan; р. 1963, Джохор) — экономист, Генеральный директор Национального информационного агентства Малайзии «Бернама» в 2009—2012 гг.

## Краткая биография
В 1984 г. окончил факультет менеджмента Юго-Восточного университета штата Миссури (США), затем защитил магистерскую диссертацию в Губернаторском университете штата Иллинойс (США). Работал в различных компаниях, в частности в Bestfoods International, British American Tobacco, Johnson and Johnson и Unilever. В 2009 −2012 гг. — Генеральный директор агентства «Бернама», В 2013 назначен исполнительным бизнес-директором по развитию компании Ancom Group.

## Награды
- Звание Датук
- Специальная награда за вклад в журналистику по случаю 50-летия агентства «Бернама» (2019)[3]

## Семья
- Супруга Суриани Абдул Рахман — диктор телевидения (с 2010 г.)